# Isla de Saadiyat
Isla de Saadiyat (en árabe: جزيرة سعديات o "Isla de la Felicidad") es una isla de 2700 hectáreas, situada a 500 metros de la ciudad e isla de Abu Dabi.
Esta isla es objeto de un importante proyecto de desarrollo para hacer un turismo masivo y promover la cultura. En la isla no solo se incluyen residencias, hoteles de lujo, campos de golf y puerto deportivo, sino también todo un distrito cultural (Louvre Abu Dabi y en futuro Guggenheim Abu Dhabi), el emirato busca hacer de la isla un centro cultural de renombre mundial.